# Hamburger SV/Serienmeister in der Oberliga Nord
Der Hamburger SV war in der erstklassigen Fußball-Oberliga Nord von 1947 bis 1963 die eindeutig dominierende Mannschaft und überlegener Rekordmeister mit 15 Meisterschaftserfolgen; lediglich in der Saison 1953/54 gewann Hannover 96 die Nordmeisterschaft und anschließend auch überraschend die deutsche Meisterschaft gegen die „Walter-Elf“ des 1. FC Kaiserslautern. Mittelstürmer und Torjäger Uwe Seeler war ab der Saison 1954/55 der herausragende HSV-Spieler und erzielte in 237 Oberligaeinsätzen 266 Tore und führt damit überlegen die Torschützenliste im Norden an.

## Vor der Oberliga
„Hunger, Wohnungsnot, Besatzungstruppen, Trümmer, der Ausgang ab 21 Uhr untersagt – das war Hamburg nach dem Kriege“, so der Sportjournalist Karl-Heinz Jens in der 75-Jahre-Festschrift des Hamburger SV. Bis zum Beginn des langen Oberliga-Glücks hieß es für die zahlreichen HSV-Anhänger im Deutschland der Nachkriegszeit jedoch erst einmal zwei Jahre warten.
Zwei Jahre wurde die Hamburger Liga ausgetragen; Startschuss fand im Januar 1946 mit einem 12:0 gegen TuS Finkenwärder statt und wurde mit dem Endspiel am 13. Juli 1947 um die britische Zonenmeisterschaft gegen Borussia Dortmund (1:0) beendet. Zwei harte, entbehrungsreiche Jahre zwischen 1945 und 1947, in denen es für die Menschen in der völlig verwüsteten Hansestadt in erster Linie ums Überleben ging. Sportplätze waren zerstört, Sportbekleidung und -geräte waren Mangelware. Jens: „Wenn ein wenig Zeit vorhanden war, wenn es der Magen zuließ, ein paar Schuhe gefunden wurden und ein Lederball in der Ecke lag, spielte man Fußball.“
Am 16. Juli 1945 fand die „Wiederbelebung“ der traditionsreichen Sportstätte Rothenbaum-Sportplatz in Form eines freundschaftlichen Vergleichs des HSV mit Altona 93 statt, das die Rothosen mit 2:0 gewannen. Die unmittelbare Nachkriegszeit, sie war für die Rothosen eine Zeit voller freundschaftlicher Vergleiche. Von existenzieller Bedeutung war dabei die Austragung so genannter „Kartoffelspiele“ außerhalb der Hamburger Stadtgrenzen. Zu diesem Zweck reiste die vom ehemaligen Nürnberger Ligaspieler Hans Tauchert formierte und trainierte Mannschaft in einem notdürftig hergerichteten Omnibus durch Norddeutschland und tauschte herzerwärmende Fußballkost gegen kalorienhaltige Naturalien. Wichtig war, dass die Heimreise mit reichlich Kartoffeln, Butter, Speck und Brot angetreten wurde.
Sportlich konnte der HSV 1945/46 mit einem Punkt Vorsprung gegenüber dem FC St. Pauli die Meisterschaft in der Hamburger Liga erringen; 1946/47 setzte sich aber der Rivale vom Heiligengeistfeld mit drei Punkten Vorsprung gegenüber den Rothosen in der „Straßenbahn-Liga“ durch. Beim HSV gewann St. Pauli mit 3:2 und im Heimspiel trennten sich die zwei Rivalen vor 28.000 Zuschauern mit 2:2.
In den Spielen um die britische Zonenmeisterschaft setzte sich die Tauchert-Mannschaft aber insbesondere gegenüber die Westmannschaften von FC Schalke 04, Rot-Weiß Oberhausen und Borussia Dortmund durch. Die Millerntor-Verantwortlichen hatten sich geweigert ihrer Meisterschaftstruppe ein Qualifikationsspiel gegen Holstein Kiel zuzumuten, den Zweitplatzierten der Meisterschaftsrunde von Schleswig-Holstein. Sportlich begann zu der Zeit schon das große Dauer-Duell HSV gegen St. Pauli, das anschließend auch die Oberliga Nord jahrelang beherrschen sollte.
Mit der Aufstellung Warning (TH); Richard Dörfel, Holdt; Werner, Reinhardt, Erwin Seeler; Friedo Dörfel, Boller (Torschütze), Jessen, Spundflasche und Ebeling setzte sich der HSV am 13. Juli 1947 in Düsseldorf vor 57.500 Zuschauern mit 1:0 gegen Borussia Dortmund durch. Die Westfalen sollten im nächsten Jahrzehnt in den Spielen um die deutsche Meisterschaft der „Angstgegner“ der Rothosen werden. In den Endrundenspielen um die deutsche Meisterschaft dauerte es nämlich sehr lange, bis der Abonnement-Meister des Nordens ein Bein an die Erde bekam. Gegen die Clubs aus dem Süden und besonders aus dem Westen versagte er immer wieder – egal ob vor 1954 oder in den ersten Jahren nach dem großen Umbruch, als unter den Trainern Martin Wilke und dann Günter Mahlmann radikal auf die Jugend gesetzt und auf Einkäufe „fertiger“ Spieler verzichtet wurde.
Seinen Platz in der neuen Oberliga Nord ab 1947/48 hatte St. Pauli trotzdem sicher, denn dafür zählten ganz streng nur die Abschlusstabellen der Punkterunde. Qualifiziert waren die ersten Vier aus Hamburg (Hamburger SV, FC St. Pauli, Concordia Hamburg, Victoria Hamburg), die jeweils ersten Drei aus Niedersachsen-Nord (mit Bremen) und Niedersachsen-Süd (Eintracht Braunschweig, Arminia Hannover, Hannover 96, Werder Bremen, VfL Osnabrück, Bremer SV) sowie der Meister und Vizemeister von Schleswig-Holstein (VfB Lübeck, Holstein Kiel), insgesamt 12 Vereine.

## Oberliga Nord, 1947 bis 1963

### Aus der Gauliga in die Oberliga, 1947 bis 1949
Der HSV verstärkte seinen Spielerkader zum Start der Oberliga 1947/48, mit Beginn September 1947, durch die Neuzugänge Karl Grote (Ersatztorhüter), Edmund Adamkiewicz, Heinz Trenkel, Rudi Voigtmann – Voigtmann schloss sich aber bereits im Laufe der Hinrunde TuS Neuendorf im Südwesten an – und Rudolf Rieck und vertraute weiterhin auf Trainer Hans Tauchert. Etliche Spieler wie beispielsweise Torhüter Walter Warning, Edmund Adamkiewicz, Friedo Dörfel, Richard Dörfel, Erich Ebeling, Herbert Holdt, Siegfried Jessen, Esegel Melkonian, Erwin Reinhardt, Erwin Seeler und Spielmacher Heinz Spundflasche hatten bereits zuvor in der Gauliga-Ära auf hohem Niveau gespielt, aber auch die Entbehrungen des Krieges überstehen müssen. Es gab einen ausgeglichenen Zweikampf zwischen St. Paulis „Wunderelf“ aus Ex-Dresdnern und Berlinern und dem HSV, welcher am Ende ein Entscheidungsspiel um die Meisterschaft erforderte. Die anderen Mannschaften landeten weit abgeschlagen auf den Plätzen und waren keine ernsthaften Konkurrenten im Kampf um den Meistertitel. Der HSV und St. Pauli wiesen identisch 17 Siege, 3 Remis und 2 Niederlagen auf und hatten ein Punktekonto nach 22 Rundenspielen von je 37:7 Zählern vorzuweisen. Am 2. Mai 1948 setzte sich der HSV vor 37.000 Zuschauern auf dem Victoria-Platz auf Hoheluft mit 2:1 gegen St. Pauli durch und gewann damit die erste Oberliga Meisterschaft im Norden. Adamkiewicz hatte beide Treffer für die Rautenträger erzielt. Allerdings war Torjäger Alfred Boller (19 Tore) während der laufenden Saison zum SV Trossingen abgewandert und stand zum Zeitpunkt des Entscheidungsspiels nicht mehr zur Verfügung.
Leistungsträger der ersten Oberliga-Meisterschaft waren Torhüter Walter Warning und die Feldspieler Heinz Spundflasche (Spielmacher), Erwin Seeler, Herbert Holdt, Heinz Werner, Richard Dörfel, Friedo Dörfel, Edmund Adamkiewicz, Alfred Boller, Siegfried Jessen und Heinz Trenkel.
Am 13. Juni entschied der HSV das Endspiel um die Britische Zonenmeisterschaft gegen St. Pauli aber deutlich mit 6:1 für sich, verlor aber überraschend am 18. Juli in Dortmund das Viertelfinalspiel in der Endrunde um die deutsche Meisterschaft mit 1:2 gegen den Südwestvertreter SpVgg Neuendorf, wo zwischenzeitlich Rudi Voigtmann stürmte.
Im zweiten Jahr Oberliga Nord, 1948/49, war der Einlauf an der Tabellenspitze wieder wie im Vorjahr, der HSV und St. Pauli führten punktgleich die Tabelle mit jeweils 32:12 Punkten an; jetzt war aber der Tabellendritte VfL Osnabrück lediglich mit einem Punkt Rückstand ein echter Verfolger der zwei Führenden. Das Entscheidungsspiel um die Meisterschaft ging wiederum an den HSV, er gewann im Stadion Bahrenfeld mit 5:3, obwohl er in der Halbzeit mit 1:2 im Rückstand gelegen hatte. Die Rothosen hatten in der Liga beide Spiele gegen St. Pauli verloren (0:2/1:2) und schieden wiederum im Viertelfinale im Wettbewerb um die deutsche Fußballmeisterschaft in Frankfurt gegen den VfR Mannheim deutlich mit 0:5 aus. Auf der Zugangsseite war vor Rundenbeginn lediglich die Personalie Herbert Wojtkowiak als geglückt zu bezeichnen. In den nächsten Runden wurde der Mann mit dem „linken Hammer“ eine großartige Verstärkung und erzielte bis zum Jahr 1956 in der Oberliga für den HSV 134 Ligatore.
Bei den Neuzugängen in diesen Jahren bediente sich der HSV auch lebhaft bei Akteuren, welche ihre eigentliche Heimat in der damaligen SBZ hatten. So spielten unter anderem Alfred Boller, Heinz Werner, Hans-Wilhelm Sikorski, Heinz Trenkel, Rudi Voigtmann, Erich Ebeling, Helmut Schmeißer und Manfred Krüger bei den Rothosen des HSV.

### Ab 1949 mit dem „Weltstopper“ – Knöpfle und Posipal beim HSV
Mit der Saison 1949/50 begann eine personelle wie auch formelle Neuausrichtung beim HSV und in der Oberliga Nord. Die Liga wurde auf 16 Vereine aufgestockt und das Vertragsspielerstatut trat in Kraft. Der bisherige HSV-Trainer Tauchert wurde durch Altnationalspieler Georg Knöpfle abgelöst und er brachte den späteren FIFA-Auswahlstopper Jupp Posipal von Arminia Hannover mit nach Hamburg. Es kamen aber auch noch die weiteren Neuzugänge Rolf Rohrberg, Werner Harden, Herbert Klette und aus dem eigenen Nachwuchs Jochenfritz Meinke zum Ligakader. Im Gegenzug wurde die Verjüngung mit dem Abgang der Senioren Reinhardt, Erwin Seeler, Jessen, Heinz Werner und Holdt eingeleitet.
Sportlich glückte der Generationenwechsel, mit 48:12 Punkten wurde erneut die Meisterschaft errungen, Vizemeister St. Pauli folgte abgeschlagen mit neun Punkten Rückstand auf dem 2. Rang. Der HSV war mit seinen Maizena- und Betten-Holm-Connections den Anforderungen der Vertragsspielerära gut gewappnet, den meisten Gegnern im Norden klar überlegen und konnte bei den Neuzugängen deutlich auf Qualität achten. Posipal absolvierte auf Anhieb alle 30 Rundenspiele und die Angreifer Akamkiewicz, Wojtkowiak, Rohrberg, Ebeling und Harden verhalfen den Rothosen zu 101 Ligatoren; da konnte kein Konkurrent im Norden ernsthaft mithalten.
Im Dezember wurde eine Portugal-Reise durchgeführt und nach Rundenende folgte eine sechswöchige USA-Reise, von welcher der HSV-Tross erst am 26. Mai nach Hamburg zurückkehrte. Zwei Tage später stand schon das Endrundenspiel gegen Union-Oberschöneweide auf dem Programm, welches aber die Amerikafahrer überlegen mit 7:0 für sich entscheiden konnten. Sportlich hatte die Tournee für den HSV keine sonderliche Herausforderung bedeutet, aber es gab andere Herausforderungen: Spieler legten durch das gute und reichliche Essen gewichtsmäßig dermaßen zu, dass „Schorsch“ Knöpfle ein unerbittliches Training für die Kalorien-Sünder anberaumte. Noch mehr als auf dem Rasen waren die HSVer mit dem Rahmenprogramm gefordert. Überhaupt lernten die Hamburger mehr Lokalitäten als Fußballplätze kennen.
Im folgenden Endrundenspiel ging es für den HSV am 4. Juni in Düsseldorf gegen Kickers Offenbach. Der HSV führte nach sechs Minuten 2:0, dann traf Ebeling den Pfosten. Die Kickers drehten in der zweiten Halbzeit aber das Spiel und gewannen mit 3:2, obwohl Warning einen Elfmeter hielt. Am Ende fehlten den weltläufigen Hamburgern die Kraft, vielleicht hatten sie sich mit der USA-Reise im Mai doch zu viel zugemutet. In der Nachbetrachtung konnte von einer gezielten Vorbereitung auf die Endrunde jedenfalls nicht gesprochen werden.
In der Runde 1950/51 folgte die nächste Meisterschaft im Norden; mit 49:15 Punkten und eindrucksvollen 113 Toren, aber auch 54 erhaltenen Treffern. Die „Torfabrik“ lief zwar auf Hochtouren, der Mann aus Hammerbrook, Herbert Wojtkowiak, erzielte mit 40 Toren einen eindrucksvollen Rekord und Angriffskollege Adamkiewicz brauchte sich mit 26 Toren auch nicht grämen, aber die Rautenträger bekamen einfach zuviele Gegentreffer, was auch die Neuzugänge Fritz Laband aus Wismar und Karl-Heinz Liese nicht verhindern konnten. Gegen den erneuten Vizemeister St. Pauli wurden beide Rundenspiele mit 0:3 und 0:5 deutlich verloren. In der Endrunde um die deutsche Meisterschaft scheiterte der Nordmeister gegen Preußen Münster und dem 1. FC Nürnberg, obwohl der HSV dem Finalisten Münster im Heimspiel mit 5:1 das Fell über die Ohren zog.
Der HSV-Spieler Jupp Posipal kam am 17. Juni 1951 zu seinem Debüt in der Nationalmannschaft beim Länderspiel in Berlin gegen die Türkei (1:2). Mit einer kompletten Läuferreihe von Neulingen – Posipal, Werner Liebrich, Hans Haferkamp – war Bundestrainer Sepp Herberger das letzte Länderspiel der Saison 1950/51 angegangen. Für den Hamburger war es der Start in eine eindrucksvolle Laufbahn in der Nationalmannschaft.
In der Saison 1951/52 folgte die nächste Nordmeisterschaft für die Knöpfle-Truppe. Der auf ein Jahr auf Eis gelegte Walter Schemel durfte endlich für den HSV stürmen und aus Bielefeld war Franz Klepacz gekommen. Adamkiewicz war nach Karlsruhe zum Stadtteilverein VfB Mühlburg gewechselt, wo Heinz Trenkel schon seit einer Runde spielte. Mit einem 4:4-Heimremis gegen Hannover 96 beendete der HSV am 6. April 1952 die Ligarunde und eröffnete am 27. April mit einem hoffnungsvollen 4:2-Heimerfolg gegen den 1. FC Nürnberg die Endrunde um die deutsche Fußballmeisterschaft. In den drei Auswärtsspielen glückte dem Nordmeister aber kein Punktgewinn, so dass die 6:0-Heimbilanz gegen 1. FC Nürnberg (4:2), 1. FC Saarbrücken (4:1) und den FC Schalke 04 (8:2) lediglich zum 3. Gruppenplatz führte. Positiv gestalteten sich die Einsätze der Nachwuchshoffnung Jochenfritz Meinke, der in der Endrunde seinen Durchbruch schaffte.
Die nächste Nordmeisterschaft folgte 1952/53, jetzt wurde aber überraschend Holstein Kiel mit vier Punkten Rückstand Vizemeister. Die „Störche“ hatten auch am Ende der Hinrunde einen sensationellen 5:0-Auswärtserfolg beim HSV gelandet und holten mit dem 3:1-Heimerfolg am 26. April 1953 auch alle vier Punkte gegen den Titelverteidiger. Bei den Zugängen ragte der junge Nachwuchstorhüter Horst Schnoor heraus, der am Anfang einer langen und erfolgreichen Laufbahn stand. In der Endrunde um die deutsche Meisterschaft enttäuschte der Nordmeister wiederum gegen den West- wie auch Südvertreter und sammelte seine drei Punkte lediglich gegen den Gruppenletzten Union 06 Berlin. Der Verlust von Spielmacher Spundflache zu Altona 93 wog schwerer wie Anfangs befürchtet. In den Endrundenspielen um die Deutsche Meisterschaft dauerte es sehr lange, bis der Abonnement-Meister des Nordens ein Bein an die Erde bekam. Gegen die Clubs aus dem Süden und besonders aus dem Westen versagte der HSV immer wieder – egal ob vor 1954 oder in den ersten Jahren nach dem großen Umbruch, als unter den Trainern Martin Wilke und dann Günter Mahlmann radikal auf die Jugend gesetzt und auf Einkäufe „fertiger“ Spieler verzichtet wurde. Exspieler und späterer Journalist Gerhard Krug äußerte sich zu dieser Problematik wie folgt: „An guten Tagen konnten wir alle in Grund und Boden spielen, aber wir waren relativ weich und instabil. Gegen so robuste Mannschaften wie Borussia Dortmund haben wir jahrelang kein Land gesehen, da gab es dann irgendwo auch schon eine Sperre im Kopf.“
Ausgerechnet im Jahr der Fußballweltmeisterschaft in der Schweiz, 1953/54, legte der Serienmeister eine unsagbar schlechte, ja chaotische Runde, auf den Rasen, die Rautenträger bangten sogar kurzzeitig um den Klassenerhalt. Aus der Bewegung im Spielerkader im Sommer 1953 konnte der sportliche Einbruch nicht abgelesen werden: Mit Gerhard Ihns und Günter Schlegel kamen zwei anerkannte Oberligastürmer an den Rothenbaum und es verliesen lediglich mit Globisch, G. Wagner, Hentzschel und Grote Reservisten den Verein und der erfahrene Trainer Knöpfle hatte weiterhin die sportliche Leitung inne.
Es begann aber bereits am ersten Spieltag unglücklich, der HSV verlor das Auswärtsspiel mit 0:1 bei Hannover 96 und Neuzugang Schlegel dazu noch durch einen Platzverweis. Da sich der HSV auch an der „Jagd“ auf den vielfach umworbenen Willi Schröder beteiligte, war er auch in die daraus entstehende „Affäre“ negativ eingebunden. Die Hamburger wurden mit einer Geldstrafe in Höhe von 10.000 Mark belegt und zusätzlich wurden ihnen auch vier Punkte durch das DFB-Sportgericht abgezogen. Überhaupt: Es lief vieles schief in dieser Oberliga-Saison. Streitigkeiten im Verein, Streitigkeiten in der Mannschaft, vereinsinterne Sperren und deprimierende 14 (!) Niederlagen – der Hamburger SV steckte in einer tiefen Krise. Frustierender Höhepunkt diverser peinlicher Vorstellungen war eine 2:10-Pleite im Februar 1954 auf eisglattem Parkett bei Arminia Hannover. Während die Arminen mit ihren Samba-Puschen leichtfüßig über den knochenharten Boden huschten, vollführten die Rothosen mit ihren gewohnten „Tretern“ wahre Eiertänze. Mit 27:33 Punkten erreichte der vorherige Abonnementmeister am Ende einer völlig missratenen Saison das Ziel nur als Elfter.
Zu den wenigen Lichtblicken in dieser Runde gehörte Jupp Posipals Auftritt am 21. Oktober 1953 in London in einer Kontinent-Auswahl – er bildete mit Zlatko Čajkovski und Austria-Star Ernst Ocwirk als Stopper die Läuferreihe der Europaauswahl – beim 4:4 gegen England und die hohen Heimerfolge gegen Arminia Hannover (8:0) und Holstein Kiel (8:1), welche aber der Mannschaft im Endeffekt nichts brachten.
Der Vorzeigeverein und haushoher lokaler Primus verlor sogar am 7. Februar 1954 beim bescheidenen Harburger TB mit 0:1 und legte nach dem Debakel bei Arminia Hannover eine negative Serie von 0:8 Punkten hin; lediglich der 2:0-Heimerfolg gegen den neuen Meister Hannover 96 am Schlusstag der Runde, konnte die Lage etwas entspannen. Es konnte so aber nicht weiter gehen, es musste etwas geschehen, es mussten neue Prioritäten gesetzt werden.

### Neuer Schwung aus der Jugend – Uwe Seeler stürmt, 1954 bis 1963
Bei Vinke wird die Situation so beschrieben: „Als die sportliche Not am größten war, besannen sich die Verantwortlichen auf die Wurzeln ihres Vereins: Sie gaben dem eigenen Nachwuchs eine Chance. Von der Öffentlichkeit zunächst fast unbemerkt, hatte seit Jahren Günter Mahlmann, Bruder des HSV-Präsidenten Carl-Heinz Mahlmann, in Ochsenzoll am nördlichen Hamburger Stadtrand in dem von Paul Hauenschild gestifteten Gelände, mit viel Herzblut ein leistungsstarkes Jugendteam geformt. Uwe Seeler, der im Frühjahr 1954 mit 13 Torerfolgen beim FIFA-Jugendturnier in Belgien für Aufsehen sorgte, Gerhard Krug, Jürgen Werner, Herbert Broockmöller, Horst Michalke und Klaus Stürmer – sie galten als große Talente, die langsam an die Liga herangeführt werden sollten. Nun aber  schlug für einige von ihnen die Stunde der Bewährung früher als gedacht. Dass sich der Klub zudem von ‚Konditionstrainer' Knöpfle trennte und stattdessen Martin Wilke, einem Pädagogen und Fußballlehrer im besten Sinn, sowie Günter Mahlmann als ‚Teamchef‘ das Vertrauen schenkte, war zwar riskant, aber auch konsequent.“
Einer der profundesten HSV-Kenner und mehrfacher Autor über die Vereinsgeschichte der Rautenträger, Jens R. Prüß, hält über den Neustart des HSV ab der Runde 1954/55 unter anderem fest: „Der Neuaufbau fand in bewusster Abkehr vom Anheuern fertiger Spieler statt und setzte radikal auf den eigenen Nachwuchs.“ Und der hatte es in sich. Von Günter Mahlmann systematisch aufgebaut und gefördert, waren die HSV-Jungmannen 1954 Meister und Pokalsieger in Hamburg geworden. Im Team standen: Gerd Krug, Jürgen Werner, Klaus Stürmer, Uwe Seeler und Werner Kloth – fünf künftige Stammspieler der Liga, in der auch  Horst Michalke, Herbert Broockmöller und Fritz-Jussi Vogt gelegentlich auftauchten.
Es war ungewöhnlich, aber konsequent, dass die harmonische Eingliederung des Nachwuchses nicht nur den Spielerkader betraf, sondern auch den Trainerstab. Martin Wilke, zuvor beim Verband tätig, folgte Knöpfle als Cheftrainer nach, aber Günter Mahlmann wurde ihm als ausdrücklich Mitverantwortlicher beigeordnet. Das Duo funktionierte zwei Jahre lang; ab 1956 war Mahlmann allein verantwortlich.
In die Saison 1954/55 startete der HSV mit den vormaligen Jugendspielern Uwe Seeler und Klaus Stürmer, sowie zwei Akteuren für die Ersatzbank, Wolf (VfB Lübeck) und Schildt (Holstein Kiel) als Neuzugänge im Spielerkader. Neu war auch der vormalige Verbandstrainer Wilke als Nachfolger von Georg Knöpfle der zum Hamburger SV wechselte. Betz, Ihns, Krüger, Hertle, Botschin und Freese standen dagegen auf der Abgangsseite im Spielerkader. Mit 6:0 Punkten startete der HSV-Tanker in die Runde, ehe am vierten Spieltag mit 1:2 bei Göttingen 05 der erste doppelte Punkteverlust zu verkraften war. Im Verlauf der Hinrunde kamen nur noch gegen Wolfsburg und Werder Bremen – am zweiten Weihnachtssonntag mit 2:3 gegen die Gäste aus Bremen – zwei Niederlagen hinzu, der HSV spielte wieder ernsthaft um die Meisterschaft mit. Nach 30 Rundenspielen mit 47:13 Punkten errang die Wilke-Truppe vor Bremerhaven 93 die Meisterschaft. Uwe Seeler (28) und Klaus Stürmer (18) hatten sich als deutliche Verstärkungen erwiesen und waren maßgeblich an den 108 erzielten Toren auf dem Weg zur Meisterschaft beteiligt gewesen. In den letzten zwei Rundenspielen hatte auch noch das Außenläufertalent Jürgen Werner in der Oberliga debütiert. Es war wieder Harmonie in den Kreis der Mannschaft eingekehrt. Pädagoge Wilke hatte das Gespür dafür und die Freundschaft zwischen Uwe Seeler und Klaus Stürmer trug das Weitere dazu bei.
Elf Spieler bildeten beim Meisterschaftsgewinn für den HSV die Stammbesetzung – Schnoor, Börner, Meinke, Klepacz, Wojtkowiak, Schemel, Schlegel, Liese, U. Seeler, Posipal und Klaus Stürmer –, die weiteren Akteure Harden, Schildt, Pendorf, J. Werner, Wolf und Broockmöller kamen nur sporadisch zum Einsatz.
Am 16. Oktober 1954 wurden Seeler und Stürmer beim Länderspiel in Hannover gegen Frankreich (1:3) bereits in die Nationalmannschaft berufen. Nach sechs Spieltagen in der Oberliga Nord brachte Bundestrainer Sepp Herberger die zwei HSV-Talente zu ihrem Debüt in der Nationalmannschaft.
Der neue Geist, die Moral, der Schwung und Zusammenhalt zeigte sich auch in der Endrunde um die deutsche Meisterschaft, als der Nordmeister lediglich mit einem Punkt Rückstand zum 1. FC Kaiserslautern mit 8:4 Punkten den zweiten Gruppenplatz belegte und damit knapp am Einzug in das Finale gescheitert war. Mit 7:1 Punkten startete man in die Endrunde, ehe dann die Walter-Elf sich am 5. Juni 1955 mit einem 2:1 vor 75.000 Zuschauern im Volksparkstadion beide Punkte mit in die Pfalz nahm und die Wilke-Schützlinge im letzten Gruppenspiel in Köln gegen den SV Sodingen nicht über ein 1:1-Remis hinaus kamen und der Nordmeister damit den 2. Gruppenplatz belegte.
Zur Runde 1955/56 kehrte Dieter Seeler von Altona 93 zurück und die Weiterentwicklung der Mannschaft ging mit kleinen Schritten voran. Die Nordmeisterschaft war Routine, in der Endrunde scheiterte der Nordmeister punktgleich an Borussia Dortmund am Einzug in das Finale und beim 2:1-Heimerfolg gegen die Schwarz-Gelben aus Dortmund debütierten die weiteren eigenen Talente Jürgen Werner, Gerhard Krug und Uwe Reuter vor 80.000 Zuschauern im Volksparkstadion in der Ligamannschaft. Die Amateurmannschaft war das Sammelbecken für etliche Talente aus der ehemaligen A-Jugend Günter Mahlmanns.
Nach dem Halbfinalerfolg am 5. Mai 1956 gegen Fortuna Düsseldorf (2:1) fand das Endspiel um den DFB-Pokal erst drei Monate später, am 5. August, kurz vor dem Rundenstart 1956/57 in Karlsruhe gegen den Pokalverteidiger Karlsruher SC statt, wo sich die Einheimischen aber mit 3:1 durch setzten.
In der Runde 1956/57 gehörten die weiteren Nachwuchsspieler Krug, Kloth, Reuter und Werner fest zum Ligakader und wurden auch mit 41:19 Punkten erneut Meister im Norden. In der Endrunde um die deutsche Meisterschaft setzte sich die Mahlmann-Elf mit 5:1 Punkten durch und zog damit erstmals in das Finale ein, und dies ohne den herausragenden Halbstürmer Klaus Stürmer, welcher zuerst mit einer Kniebänderdehnung und anschließender Meniskusverletzung eine monatelange Pause einlegen musste. Das Endspiel wurde in Hannover mit 1:4 gegen Borussia Dortmund aber klar verloren.
Im Jahr der Fußballweltmeisterschaft 1958 in Schweden – Uwe Seeler stürmte erfolgreich an der Seite von Fritz Walter und Helmut Rahn – stand zuerst wieder der Titelgewinn im Norden an, danach die obligatorischen Spiele in der Endrunde um die deutsche Meisterschaft. Mit Klaus Neisner und Erwin Piechowiak waren vor Rundenbeginn zwei interessante Spieler aus der Hamburger Amateurliga von Einigkeit Wilhelmsburg beziehungsweise Sperber Hamburg zum HSV gestoßen und Klaus Stürmer konnte am Ende der Runde wieder sein Comeback starten. In der verkürzten Gruppenphase setzten sich die Seeler-Elf mit 6:0 Punkten durch und stand erneut im Endspiel. Jetzt hatte es der HSV mit dem FC Schalke 04 zu tun und wiederum scheiterte der Nordmeister an dem Vertreter der Westoberliga. Die Mannschaft um Bernhard Klodt setzte sich mit 3:0 durch und der HSV erfuhr die dritte Endspielniederlage (1 mal im Pokal) in Folge. Jupp Posipal war zum Abschied kein Titelgewinn vergönnt gewesen.

### Deutscher Meister 1960
In der Saison 1958/59 glückte erneut die Verbesserung des Oberligakaders aus dem regionalen Revier: Mit Horst Dehn und Peter Wulf kamen zwei talentierte Halbstürmer hinzu, beides Spieler mit Kombinationsgabe, körperlicher Robustheit und einer passenden Mentalität. Beide Spieler waren im Hamburger Amateurfußball groß geworden, Dehn beim FTSV Komet Blankenese und der großgewachsene Wulf ursprünglich bei Viktoria Harburg, von wo er sich zuerst dem Amateurteam des HSV anschloss und ab 1958 Vertragsspieler bei den Rothosen wurde. Der Weg in den Ligakader über die Amateurmannschaft war in diesen Jahren eine oftmals genutzte Möglichkeit der Kaderverstärkung.
Die Nordmeisterschaft wurde souverän mit zehn Punkten Vorsprung gegenüber dem Vizemeister Werder Bremen gewonnen. In der Endrunde um die deutsche Meisterschaft setzte sich aber der Südvertreter Kickers Offenbach in der Gruppenphase mit einem Punkt Vorsprung gegenüber dem HSV durch. Der Auftakt der Gruppenphase fand vor 80.000 Zuschauer am 16. Mai 1959 im Frankfurter Waldstadion gegen Kickers Offenbach statt. Nach 30 Minuten führte der Nordmeister nach zwei Toren von Rechtsaußen Gerhard Krug mit 2:0 und so gingen die Kontrahenten auch in die Halbzeitpause. Das spätere „Kickers-Idol“ Hermann Nuber entschied in der 84. Minute mit seinem Treffer das Spiel zum 3:2 für die Elf vom Bieberer Berg. Der einzige „Zugereiste“ im Mahlmann-Team war Linksverteidiger Franz Klepacz, welcher aus Bielefeld nach Hamburg gekommen war.
Mit Horst Schnoor im Tor, Erwin Piechowiak und Klepacz in der Verteidigung, Jürgen Werner, Jochenfritz Meinke und Dieter Seeler in der Läuferreihe und mit Krug, Uwe Reuter, Uwe Seeler, Horst Dehn und Klaus Stürmer im Angriff war der HSV im damaligen WM-System gegen den Südvertreter angetreten. Die Faszination der Endrunde in diesen Jahren lässt sich durch die Zuschauerzahl des Gruppenspiels am 30. Mai im Berliner Olympiastadion gegen den Berliner Meister Tasmania 1900 Berlin erahnen: Den 2:0-Auswärtserfolg – nach torlosem Halbzeitremis – des HSV durch zwei Uwe-Seeler-Treffer verfolgten 90.000 Zuschauer gegen die Neuköllner. Es herrschte eine Fußball-Euphorie in der geteilten Stadt. Leske berichtet: „Eine Stunde vor der Auseinandersetzung spielen sich vor den Kassenhäuschen an den Eingängen des Olympiastadions turbulente Szenen ab: Zum Kummer von Tausenden ist das Spiel bereits anderthalb Stunden vor Anpfiff ausverkauft. Schweren Herzens müssen sie den Heimweg antreten und auf die Übertragung im Rundfunk warten.“
Zur Runde 1959/60 wurde lediglich Gert „Charly“ Dörfel neu in den Spielerkader der Ligaelf aufgenommen. Aber was war das für eine Waffe am linken Flügel! Der Mann aus der Amateurmannschaft der Runde 1958/59 – zuvor hatte das Naturtalent beim SV Polizei gewirbelt – hatte in nur einer Saison bei den HSV-Amateuren den Weg in die Hamburger Landesauswahl – mit welcher er den Länderpokal gewann – wie auch in die Amateur-Nationalmannschaft gefunden und wurde bereits „als der Linksaußen gefeiert, auf den Hamburgs Fußball seit langem wartet“. Den Gegner narren, dann die präzise Flanke schlagen – kein anderer Außenstürmer jener Zeit beherrschte diese Kombination so eindrucksvoll wie der leichtfüßige, extrem antrittsschnelle Dörfel. Mit seinem Eintritt in die Ligamannschaft des HSV hatte sich das unwiderstehliche Angriffspaar gefunden: Dörfel, der nicht aufzuhaltende Flankengeber am linken Flügel und im Sturmzentrum der grandiose, gleichermaßen kopfball- wie schussstarke Torjäger, Uwe Seeler.
Der Start, man kann auch sagen die gesamte Hinrunde, in die Oberligarunde 1959/60 verlief aber für den HSV nicht optimal. TuS Bremerhaven 93 ging mit dem gleichen Punktestand wie der haushohe Favorit – die Rautenträger und die Mannschaft vom Zollinlandstadion wiesen nach 15 Ligaspielen jeweils 22:8 Punkte auf und führten gemeinsam die Tabelle an – in die minimale Winterpause. In einem Nachholspiel am 7. Oktober hatten die Dreiundneunziger das Spiel beim HSV sogar mit 4:2 für sich entscheiden können. In den weiteren drei Oktoberspielen erzielte die HSV-Angreifer 20 Tore und der neue Linksaußen Charly Dörfel drehte den 0:2-Halbzeitstand am 25. Oktober gegen Eintracht Braunschweig mit drei Treffern in der zweiten Halbzeit zum 4:2 Endstand. In der Rückrunde besiegte der Titelverteidiger Vizemeister Werder Bremen am 3. April 1960 mit 5:2 und kanterte acht Tage später Holstein Kiel mit 10:2 in Grund und Boden. In seiner ersten Oberliga Nord-Saison war Charly Dörfel in 25 Ligaspielen aufgelaufen und hatte dabei 13 Tore erzielt.
Am 14. Mai startete der Nordmeister mit einem 4:0-Auswärtserfolg im Ellenfeldstadion gegen die heimische Borussia Neunkirchen in die Endrunde um die deutsche Meisterschaft. Im Saarland war der HSV mit der identischen Angriffsformation wie am 25. Juni im Endspiel gegen den 1. FC Köln dabei angetreten: Klaus Neisner, Horst Dehn, Uwe Seeler, Klaus Stürmer und Charly Dörfel. Im ersten Heimspiel verfolgten 70.000 Zuschauer im Volksparkstadion am 21. Mai ein dramatisches 3:3-Heimremis gegen Südmeister Karlsruher SC, welcher mit 2:0 beziehungsweise 3:1 in Führung gelegen hatte, ehe Neisner und Uwe Seeler den Punkt retteten.
Es folgten zwei Erfolge gegen Westfalia Herne mit Nationalmannschaftstorhüter Hans Tilkowski (4:3, 2:1) und eine 3:4-Auswärtsniederlage beim Karlsruher SC, wobei KSC-Stopper Gustav Witlatschil  Tore von Uwe Seeler verhindern konnte. Mit einem klaren 6:0-Heimerfolg am 18. Juni gegen Neunkirchen schoss sich der HSV mit drei Dörfel-Toren in das Finale, welches am 25. Juni im Frankfurter Waldstadion ausgetragen wurde. In den fünf ersten Gruppenspielen war jeweils Peter Wulf als Mittelläufer zum Einsatz gekommen, im letzten Gruppenspiel und im Finale vertraute Trainer Mahlmann die Chefrolle in der Defensive dem routinierten Jochen Meinke an.
In der Gruppe II hatte sich der favorisierte Westmeister 1. FC Köln mit 9:3 Punkten gegen Werder Bremen, Tasmania 1900 Berlin und den Südwestvertreter FK Pirmasens durchgesetzt und nahm auch die Favoritenrolle im Endspiel gegen den HSV ein. Mit acht Nationalspielern in ihren Reihen – darunter mit Helmut Rahn und Hans Schäfer noch zwei Weltmeister aus dem Turnier 1954 in der Schweiz und dem spätestens nach der WM 1962 in Chile zur internationalen Klasse gereiften Verteidiger Karl-Heinz Schnellinger – standen der „Geißbock-Elf“ vorn Präsident Franz Kremer ausgewiesene Könner zur Verfügung, die Kölner wollten unbedingt die Meisterschale in die Domstadt holen.
Im Kölner Vereinsbuch wird zum Ablauf des Endspiels notiert: „Bei sengender Hitze ging der FC in der 52. Minute durch Christian Breuer in Führung. Völlig verdient, denn bereits in der ersten Hälfte war man die tonangebende Mannschaft mit den besseren Torchancen gewesen. Nur 30 Sekunden später sorgte Uwe Seeler nach einem blitzschnellen Konter für den Ausgleich. Die letzten zehn Minuten der Partie hatten es dann in sich: In der 80. Minute erzielte Dörfel, der an diesem Tag mit seinem Bewacher Stollenwerk Katz und Maus spielte, die 2:1-Führung für die Hanseaten. Beide Mannschaften waren völlig erschöpft, als die Begegnung sieben Minuten vor dem Ende wegen eines Wadenkrampfs von Schiedsrichter Kandlbinder minutenlang unterbrochen war. Besonders dem FC tat die Unterbrechung der 'Sonnenschlacht' gut, denn mit einem Kraftakt gelang Müller in der 85. Spielminute der Ausgleich zum 2:2. Der Fußballgott war an diesem Tag aber kein Kölner. Erneut gingen die Hamburger nur eine Minute später durch Seeler mit 3:2 in Führung. Obwohl der HSV-Stürmer den Treffer aus stark abseitsverdächtiger Position markierte, erkannte der Unparteiische das Tor an. Dabei blieb es bis zum Abpfiff und trotz aufopfernden Kampfes mussten die FC-Spieler zusehen, wie die 'Salatschüssel' an den HSV vergeben wurde. [...] Durch Pech und eine unglückliche Zusammenstellung der Mannschaft war den Kölnern der Griff nach der Meisterschale verwehrt geblieben.“
In der „großen HSV-Geschichte“ wird zum Thema Dörfel – Stollenwerk und der Wichtigkeit des Flankengottes am linken Flügel im Rückblich zu Beginn der Serie 1960/61 wie folgt berichtet: „Charly verstand aus vollem Lauf so präzise auf seine Innenstürmer zu flanken, dass das HSV-Spiel geradezu eine neue Dimension erhielt und viele Verteidiger und Trainer um guten Rat äußerst verlegen waren. Beim 1. FC Köln glaubte man ein probates Mittel zu haben: Georg Stollenwerk, der Routinier und WM-Teilnehmer von Schweden, sollte Dörfels Spielraum einschränken. Er hatte aber während der Gruppenspiele verletzt gefehlt, kam mit Trainings- und Konditionsrückstand in die Endspielelf, und das war schlecht, zumal die Kölner als die ältere Mannschaft sowieso mehr unter der Hitze litten. 'Charly' brillierte und wurde, nicht nur wegen seines schönen Treffers zum 2:1, zum eigentlichen Matchwinner, hätte nach Stollenwerks hartem Tackling eigentlich noch einen Elfmeter erhalten müssen.“
Bei Prüß kann man in seiner Geschichte zur Oberliga Nord zum Triumph des Gewinns der deutschen Meisterschaft 1960 unter anderem nachlesen: „Im dritten Anlauf, am schon erwähnten 25. Juni 1960, da klappte es endlich. Die mit Nationalspielern gespickte Mannschaft des 1. FC Köln ging kurz nach der Halbzeit 1:0 in Führung, mußte aber postwendend den Ausgleich hinnehmen – und zerschmolz anschließend in der Frankfurter Gluthitze wie Butter in der Sonne. 'Bei uns aber', schildert Gerhard Krug die entscheidenden 45 Minuten, 'ging ein Ruck durch die Mannschaft; 'mentale Stärke' würde man es heute nennen. So knapp das Ergebnis letztlich ausfiel – in der Schlussphase wußten wir, daß im Grunde gar nichts mehr passieren konnte, so stark fühlten wir uns. Die Kölner dagegen, vor allem die älteren Spieler, haben ja schon zum Schiedsrichter gesagt: Pfeifen Sie ab, das wird nichts mehr mit uns.“
In einem Ausblick auf die anstehenden Endrundenspiele um die Deutsche Meisterschaft hatte der Kicker nach der Ligameisterschaft notiert: „Mit Neisner, Dehn, Seeler, Stürmer und Dörfel zieht ein Quintett in die Gruppenspiele, wie es sicher nur wenige der sieben Konkurrenten aufzuweisen haben.“ Ware Worte. Denn in jenen sechs Wochen im Mai und Juni 1960 setzten die HSV-Spieler dem Gewinn des Nord-Titels die Krone auf – im zwölften Anlauf nach dem Krieg wurden sie dank eines 3:2-Finalsieges über den 1. FC Köln Deutscher Meister! Trainer Günter Mahlmanns Konzept der „drei Säulen“ war damit aufgegangen. Aus Arbeitern, Kaufleuten und in der Mannschaftshierarchie ganz oben angesiedelten Studenten hatte er über Jahre eine homogene und leistungsstarke Einheit geformt und mit Hilfe dieser höchst unterschiedlichen Charaktere seinen Lebenstraum verwirklicht.

### Die letzten drei Runden Oberliga Nord, 1960 bis 1963
In den letzten drei Runden der Oberliga Nord, 1960/61 bis 1962/63, gewann der Serienmeister Hamburger SV, zwar wie gewohnt, die Meisterschaft im Norden; von einer Verbesserung der Mannschaftsleistung konnte aber keine Rede sein. Die legendären Auftritte im Europacup 1960/61 in den Spielen gegen Young Boys Bern, FC Burnley und FC Barcelona waren ein letztes Aufleuchten des Könnens der Meistermannschaft des Vorjahres. In den Endrunden um die deutsche Fußballmeisterschaft reichten die Leistungen des deutschen Meisters des Jahres 1960 nicht mehr zum Einzug in ein Endspiel aus, im letzten Jahr, 1963, musste sich der Stolz des Nordens sogar mit dem letzten Gruppenplatz mit 3:9 Punkten begnügen. Beim HSV war Stillstand, vielleicht sogar sportlicher Rückschritt, eingetreten.
In der Ergänzung des Spielerkaders, der Auffrischung und Belebung vor allem nach dem Abgang des herausragenden Halbstürmers Klaus Stürmer in der Hinrunde 1961/62, taten sich die Entscheidungsträger schwer, insbesondere in seiner Nachfolgersuche stolperten die Rautenträger von einem zum anderen Flop; es sollte über Jahre nicht klappen, der Verlust von Spielmacher Stürmer konnte einfach nicht aufgefangen werden. Lediglich bei Jürgen Kurbjuhn lagen Präsidium und Trainer in der Saison 1960/61 richtig, der Mann aus Buxtehude wurde von Bundestrainer Herberger in sein WM-Aufgebot zur Weltmeisterschaft 1962 in Chile aufgenommen und war über viele Jahre in der folgenden Bundesliga ein Leistungsträger der HSV-Defensive. Aber was war mit dem Mittelfeld und dem Angriff, wer sollte für die spielerische Linie sorgen, wer sollte Charly Dörfel auf die Reise schicken damit dieser Uwe Seeler mit Flanken versorgen konnte? Im Weltmeisterschaftsjahr tat sich auf der Zugangsseite fast gar nichts, sieht man davon ab, dass Reuter von München 1860 wieder an die Alster zurückkehrte und der Lübecker Kröpelin jetzt endlich spielberechtigt war. Beide spielten aber keine wesentliche Rolle in den nächsten Runden und hörten auch bald beim HSV auf; dabei war doch die unbestreitbare Lücke welche Klaus Stürmer im Mannschaftsgefüge hinterlassen hatte, dringend aufzufüllen.
Vor dem letzten Oberligajahr, 1962/63, trat der amtsmüde Günter Mahlmann als HSV-Trainer von seinem Amt zurück – im August 1963 feierte er seinen 65. Geburtstag – und sein jüngerer Vorgänger Martin Wilke übernahm seinen Posten. Ob der vormalige Hamburger Verbandstrainer bei der Auswahl der Neuzugänge ein Mitspracherecht gehabt hatte, ist zweifelhaft, wird ihm von Prüß doch zu den Neueinkäufen die Äußerung zugesprochen, „gute Fußballer, die aber nicht zu uns passten“, worauf er heute (2008) noch beharrte. Es kamen mit Rolf Fritzsche vom FK Pirmasens, Ernst Kreuz (Eintracht Frankfurt) und Hans-Georg Dulz vom SSV Reutlingen anerkannte Oberligaspieler für die Offensive mit der besonderen Gabe ein Spiel zu machen nach Hamburg, und aus der Amateurmannschaft wurde noch Angreifer Peter Haack mit einem Vertrag ausgestattet.
Lediglich der vormalige DDR-Nationalspieler Rolf Fritzsche behauptete sich in der Stammformation des HSV in der Oberliga Nord, der großartige Techniker Ernst Kreuz kam nur sporadisch zum Einsatz, Hans-Georg Dulz, der spätere Spielmacher unter Trainer Helmuth Johannsen beim Überraschungsmeister Eintracht Braunschweig in der Saison 1966/67, spielte überhaupt keine Rolle beim HSV. Die Denkrichtung war richtig, das spielerische Moment im Mittelfeld bedurfte einer dringenden personellen Belebung, gar einer grundsätzlichen Neuausrichtung, aber an der Umsetzung haperte es dann aber massiv. Über die Gründe und Umstände des Scheiterns von Dulz und Kreuz und das nur einjährige Gastspiel von Fritzsche beim HSV in dieser schwierigen Phase des Umstiegs vom Vertrags- zum Lizenzfußball, von der regionalen Oberliga zur zentralen Bundesliga, kann auch im zeitlichen Rückblick nicht zielführend die einzig richtige Meinung, die einzig richtige personelle Schuldzuweisung vertreten
werden. Bedenkenswert ist aber der Umstand, dass die Trainerfrage über Jahre nicht die Lösung des Problems brachte, wie es man in den Fünfzigern und Anfang der 60er-Jahre beim HSV gewöhnt war. Die Zeitenwende im Ligafußball – Ende der Oberliga, Anfang der Bundesliga – stellte grundsätzlich auch neue Anforderungen an die Präsidien, Vereinstreue alleine in Kombination mit einer reputablen Berufskarriere war keine alleinige Voraussetzung für die Führung eines Fußballvereines in dieser fast völlig unbekannten Großwetterlage.
Aber auch die Trainer wurden mit völlig neuen Problemen konfrontiert, die alten Kasernenhof-Kommandos, das grundsätzliche Abnicken aller noch so angreifbaren Trainerlosungen wurden von Jahr zu Jahr immer mehr in Frage gestellt. Überzeugungsarbeit war angesagt, das Wissen um die Gesetzmäßigkeiten der Trainingslehre und ihre Anwendung wurde deutlich wichtiger wie die alleinige Erfahrung des Trainers aus seiner Spielerkarriere. Theorie und Praxis mussten sich ergänzen, Anpassungen an die moderne Mannschaftsführung waren zwingend notwendig. Etliche Erfolgstrainer der Oberligaära scheiterten am Übergang in die Bundesliga, dagegen nahmen Trainerkarrieren erst durch die Möglichkeiten und Anforderungen der neuen Leistungskonzentration Bundesliga Fahrt auf. Gehörten die HSV-Trainer in den Anfangsjahren der Bundesliga zu den Trainern, die erfolgreich in die 70er starteten oder waren sie dann gar nicht mehr am Ball, sprich auf der Trainerbank im Profibereich tätig? Dies alles muss man sich fragen, will man das Ende der Oberliga und die ersten Jahre Bundesliga beim Hamburger SV fachlich fundiert reflektieren.

## Fazit und kurzer Ausblick auf den Start der Bundesliga ab 1963/64
Hans Vinke betitelt sein Buch über die Oberliga Nord aussagekräftig mit die „goldene Ära“ des Hamburger SV. Die Zeit also zwischen 1947 und 1963, in der die „Rothosen“ Titel sammelten wie sonst nie in ihrer Vereinsgeschichte. Allein 15 Mal dominierten sie in diesen 16 Jahren die Oberliga Nord. 1960 erfüllten sie sich – im dritten Finalanlauf – den Traum vom Gewinn der Deutschen Meisterschaft. Und 1963 rundeten sie ihr gut eineinhalb Jahrzehnte währendes Erfolgskapitel mit einem Sieg im DFB-Pokalfinale ab. Neben den Titelgewinnen begründeten den unverwelkbaren Ruhm jener Zeit aber auch ebenso legendäre Spiele und Spieler. Der Glanz von Jahrhundertfußballern wie Uwe Seeler, Charly Dörfel und Jupp Posipal erstrahlt noch heute über dem Vereinswappen der blau-weiß-schwarzen Raute. Der HSV in der Nachkriegszeit bis 1963, das ist aber auch die Geschichte, wo der HSV den deutschen Sport nach dem Zweiten Weltkrieg wieder im Ausland salonfähig machte, und der bei Freundschaftsspielen auf internationaler Bühne so begehrt war wie kein anderer deutscher Klub.
Die großartige Aufbauarbeit von Trainer Günter Mahlmann ausgehend in der Jugendabteilung, die Fortsetzung in der Oberliga Nord zuerst in Zusammenarbeit mit Martin Wilke, dann in Eigenregie mit seinen ehemaligen Jugendspielern unter dem Konzept der „harmonischen Eingliederung“ von Nachwuchsspielern, stellt eine außergewöhnliche Leistung dar und gipfelte im Gewinn der Deutschen Meisterschaft 1960 und den glanzvollen Auftritten im Europacup 1960/61, die seinesgleichen sucht und alleine eine umfängliche Würdigung verdient hätte.
Beim HSV waren in der Bundesliga von 1963/64 bis 1972/73 die Trainer Martin Wilke, Georg Gawliczek, Jupp Schneider, Kurt Koch, Georg Knöpfle und Klaus-Dieter Ochs als Verantwortliche für den Wettkampf in der Bundesliga unter Vertrag, der Ertrag an sportlichen Erfolgen war überschaubar, von einem spielerischen Konzept war wenig zu sehen und der weitere Weg der Trainer war bescheiden. Nimmt man dagegen die Entwicklung von Eintracht Braunschweig als Vergleich, so wird einem schon bewusst, was die Persönlichkeit des Trainers ausmachen konnte. In Braunschweig wirkte als Trainer Helmuth Johannsen und der hatte das Spielermaterial aus der Oberliga Nord zum BL-Start übernommen, das No-Name-Team aus dem Zonenrandgebiet, von der Konkurrenz belächelt und von den Experten als Abstiegskandidat Nummer eins eingestuft. Bei den Neuzugängen wartete die Eintracht auch mit überschaubaren Kandidaten auf. Es kamen Vorstopper Peter Kaack vom VfR Neumünster, der HSV-Geschädigte Hans-Georg Dulz, Ersatztorhüter Horst Wolter von den Eintracht-Amateuren und der Amateur Dieter Paulsberg von VfB Dinslaken-Lohberg. Der Werdegang von Dulz, Kaack und Wolter spricht für sich, alle Drei wurden anerkannte und bewährte Bundesligaspieler und gehörten auch 1967 der Meisterelf von Braunschweig an. Das Gleiche gilt auch bei Trainer Johannsen. Durch die klar ersichtliche qualitätsvolle Arbeit bei Eintracht Braunschweig (1963 bis 1970), seine Menschenführung und sein fachlich-korrektes Agieren und Auftreten, schaffte er es in der Bundesliga zu einem der renommiertesten Trainer der Anfangsära zu werden. Braunschweig entwickelte sich eindeutig positiv, Trainer Johannsen aber auch.
Der Spielerkader des Nordserienmeisters Hamburger SV war 1963/64 auf jeden Fall qualitativ besser wie der von Eintracht Braunschweig aus der Oberliga in die Bundesliga übergewechselt. Mit Torhüter Horst Schnoor, den Verteidigern Gerhard Krug, Jürgen Kurbjuhn und Erwin Piechowiak, den Mittelfeldspielern Dieter Seeler, Harry Bähre, Horst Dehn, Ernst Kreuz und Peter Wulf, sowie den zwei herausragenden Angreifern Uwe Seeler und Charly Dörfel, welche fast konkurrenzlos im deutschen Fußball waren, standen den Rautenträgern deutlich bessere ehemalige Oberligaspieler zur Verfügung und die Neuzugänge Fritz Boyens und Willi Giesemann waren keine Fehleinkäufe. Das Spielermaterial war vorhanden, mit passenden Ergänzungen in den nächsten Runden musste sich der HSV unbedingt in der Bundesliga in der Spitzengruppe halten können. Es kam auf die Trainerarbeit an, kamen von dieser Seite Impulse zur Verbesserung im konditionellen Bereich, wie auch im spielerischen Vermögen des Kombinationsfußballs und konnte der/die Trainer auch die Leistungsbereitschaft fördern und hochhalten. Die Konkurrenz war einfach besser wie zu den alten Oberligatagen, aber trotzdem für den HSV in Reichweite, alleine das Gespann Seeler und Dörfel stellte im Angriff eine Macht auf höchstem Niveau dar. Die aufgezählten Bundesligatrainer des HSV machten in der neuen Leistungskonzentration keine Karriere, lediglich Georg Knöpfle hatte 1963/64 im Premierenjahr der Bundesliga mit dem 1. FC Köln den Erfolg der Meisterschaft vorzuweisen. Da hatte er aber ein erstklassiges Spielermaterial zur Verfügung, sicherlich das beste der neuen Liga und mit Franz Kremer einen führungsstarken Präsidenten an seiner Seite, so dass er sich voll auf das Training und die Spiele konzentrieren konnte.
Aber bereits im zweiten Bundesligajahr 1964/65 ging es sportlich beim HSV rückwärts. Unter dem vormaligen DFB-Trainer und Schalker-Trainer in der Oberliga West, Georg Gawliczek, wurden bei den Neuzugängen keine Verstärkungen geholt. Andreas Mate von New York Hungarians verpflichtet zu haben, konnte auch nicht mit Wilhelm Huberts, welcher im Jahr zuvor ebenfalls aus New York zu Eintracht Frankfurt geholt worden war und eine wirkliche Verstärkung für die Hessen darstellte, und das noch über mehrere Jahre, schön geredet werden. Mate war der Bundesliga schlicht und ergreifend nicht gewachsen.
Dieckmann, Woldmann und Schwerin kamen aus der eigenen Amateurmannschaft und man konnte keine Wunderdinge von ihnen erwarten. Der zuverlässige Mannschaftsspieler Holger Dieckmann kam auf 21 Bundesligaeinsätze und überraschte positiv. Bei Heiko Kurth legte man zu große Maßstäbe an und es hätte niemanden überraschen dürfen, dass er läuferisch nicht der schnellste war. Man hatte ihn ja bei Altona in zig Spielen beobachten können und seine Stärken und Schwächen waren bekannt. Den Mann aus Finnland, Juhani Peltonen, nach Hamburg zu holen, war eine große Herausforderung, mehr auf der menschlichen Seite, wie im sportlichen. Der wortkarge und fast menschenscheue Finne, hätte viel besser von der Mannschaft wie vom Umfeld integriert werden müssen, nur so hätte man sein volles Leistungsvermögen herauskitzeln können. Trainer Gawliczek war mit dieser Aufgabe überfordert.
Trainer Johannsen kämpfte in Braunschweig dagegen erfolgreich um die „prominenteste und beste Verstärkung“ der sechziger Jahre aus der Landeshauptstadt Hannover zu verpflichten. Ihm gelang gegen den Konkurrenten Hamburger SV den Torjäger und Regisseur Lothar Ulsaß vom Regionalligisten SV Arminia Hannover zu den „Löwen“ zu holen; daneben kamen auch noch Erich Maas und Dieter Krafczyk zur Johannsen-Elf. Ulsaß wurde zu einem der herausragenden Stars zu Beginn der Bundesliga und Maas brachte es immerhin zu drei Länderspieleinsätzen; er war ein Flügelspieler, welcher eindeutig über dem Durchschnitt angesiedelt war. Die personelle Situation hatte sich bei Eintracht Braunschweig deutlich verbessert.
Ähnliches glückte Willi Multhaup in Bremen. In seiner Vorstellung zur Saison 1963/64 kann man bei Zeigler folgendes nachlesen: Die Nachfolge von Georg Knöpfle der zum 1. FC Köln gewechselt war, trat der Westfale Willi „Fischken“ Multhaup an. Ein Herr im gesetzten Alter schon, Gentleman, Autorität und absoluter Fußballfachmann. Intelligent, charismatisch und seriös, immer für einen Spruch gut. Multhaup wurde von Werders Liga-Obmann Edu Hundt ausgesucht, mit dem er in den dreißiger Jahren gemeinsam für Schwarz-Weiß Essen kickte.
Zur zweiten Bundesligarunde holte er von Absteiger Saarbrücken den konsequenten und zuverlässigen Abwehrstrategen Heinz Steinmann, das Verteidigertalent Horst-Dieter Höttges von Borussia Mönchengladbach und Torjäger Klaus Matischak von Schalke 04 an die Weser. Die Zugänge schlugen voll ein, Werder wurde 1965 mit lediglich 29 Gegentreffern in 30 Ligaspielen Deutscher Meister; nicht zuletzt durch die passenden Personalentscheidungen von Trainer Multhaup. Der Mann aus Essen, in seiner Heimatstadt am 19. Juli 1903 geboren, war jahrzehntelang im westdeutschen Raum als Trainer unterwegs gewesen und hatte trotz seines fortgeschrittenen Alters, Manieren im Umgang mit Menschen, hatte Stil bei der Kleidung und des Auftretens, welche sich deutlich von den meisten Trainerkollegen dieser Zeit unterschieden. Auf jeden Fall weit weg vom Kasernenhof und des plumpen Kumpelumgangs, welcher zu dieser Zeit noch normal war. Ob seiner gepflegten Umgangsformen und weil er immer gut gekleidet war, nannten ihn seine Weggefährten „Gentleman“. Nach seiner Trainerkarriere betrieb er auch passenderweise ein Geschäft für Herrenmode. Aber er hatte auch als Trainer den Blick was für die Weiterentwicklung seiner Mannschaft nötig war und war auch in der Anwendung von System und Taktik auf der Höhe der Zeit. Geistig war er auf keinen Fall starrsinnig und neuen Abläufen gegenüber nicht automatisch abgeneigt, weil er es so ja nicht zu seiner Aktivität erlebt hatte. Er war trotz seines Alters ein „moderner“ Trainer der auf die Spieler zuging und sie von seinen Maßnahmen überzeugen wollte.
Multhaup führte bei Werder das 4-2-4-System ein und der vormalige Mittelläufer Helmut Jagielski spielte zentral in der Abwehr und galt vielmehr noch vor Franz Beckenbauer als erster echter Libero Deutschlands überhaupt.
Trainer konnten Mannschaften nach vorne bringen, eindeutig, aber auch wie eingemauert in der Stagnation verharren, es ging nichts voran, nicht auf dem Spielfeld, nicht in der Taktik und dem System, nicht in den Trainingsabläufen, nicht in der Infrastruktur, nicht in der Jugend- und Amateurabteilung. Man nehme die Trainerlaufbahn von dem alten Waldhofspieler Helmut Schneider zur Hand und man kann feststellen, wie der Verlauf irrwitzige Züge vorwies. In der alten Oberliga gehörte er unzweifelhaft zu den erfolgreichsten Trainern und war umworben wie kaum ein anderer. Zwei Deutsche Meisterschaften mit Borussia Dortmund in den Jahren 1956 und 1957 ragten dabei heraus. Aber auch die regionalen Meisterschaften im Süden 1949/50 mit der SpVgg Fürth, die Vizemeisterschaft mit dem 1. FC Köln 1952/53, die drei Titelgewinne im Südwesten mit dem FK Pirmasens in den Jahren 1958 bis 1960 und die zwei dritten Plätze mit dem FC Bayern München 1962 und 1963 in der Oberliga Süd am Ende der erstklassigen Oberligaära waren Erfolge seiner Tätigkeit. Dann ging die Bundesliga 1963/64 los und Schneider gehörte ab sofort zu den Verlierern. Er konnte sich mit der neuen Liga nicht anfreunden, hatte das tägliche Training nicht im Griff und seine Erfolgsmethoden aus der Oberliga fruchteten nicht mehr. Er verpasste die persönliche Anpassung, die Weiterentwicklung war ihm nicht möglich und so hatte er in der Bundesliga überhaupt keine positiven Spuren hinterlassen.
Hennes Weisweiler gelang mit dem wirklich nicht zu den West-Größen zählenden
Borussia Mönchengladbach 1965 der Aufstieg in die Bundesliga und er entwickelte über Jahre eine der technisch, kombinationsfreudigsten, schnellsten Offensivmannschaften der Liga und er baute permanent eine Menge von vormaligen Jugend- und Amateurspielern zu Bundesligagrößen auf. Er war ein wahre Größe, ein Mann der Theorie und Praxis in idealer Weise verbinden konnte. Gehörte er in der alten Oberliga West zu dem Pool der Trainer, ging es ab 1964/65 unter den neuen Bedingungen der Bundesliga mit dem Trainer Weisweiler steil nach oben, aber auch mit seinen Mannschaften und Spielern.
Davon war der Hamburger SV in diesen Jahren weit entfernt. Von den prägenden Mahlmann-Zeiten konnte man nur noch wehmütig träumen.